# آنچاهواچانان
آنچاهواچانان (به اسپانیایی: Ancahuachanan) یک کوه در پرو است که در Peru, Cusco Region, Quispicanchi Province, Ocongate District واقع شده‌است. آنچاهواچانان ۵٬۱۰۰ متر بالاتر از سطح دریا واقع شده‌است.